# Taraxacum senjavinensis
Taraxacum senjavinensis là một loài thực vật có hoa trong họ Cúc. Loài này được Jurtzev & Tzvelev miêu tả khoa học đầu tiên năm 1984.